# 德米特里二世 (印度)
德米特里二世（希臘語： Δημήτριος），是前二世紀希臘-巴克特里亞王國的國王，對於他的了解不多，學者間對於德米特里二世的統治時間有些歧異。早期的學者如Tarn和Narain等，認為他是德米特里一世的兒子或是副王，但今日已經鄙棄這個觀點。 
學者Osmund Bopearachch認為他統治的區域在巴克特里亞和阿拉霍西亞，時間約在前175年 - 前170年間，但這觀點遭到後來的學者挑戰。R C Senior認為統治時間應是前170年 - 前140年，而學者L M Wilson也贊同這論點，甚至L M Wilson從錢幣上的證據以及肖像，來推測德米特里二世可能是歐克拉提德一世的親屬。隨著後來新的事證發現，一些學者把德米特里二世的統治時間修正為前150年 - 前145年間。

## 「印度國王德米特里」疑雲
歷史文獻記載歐克拉提德一世在位時，有一個德米特里國王存在，但這顯然與錢幣考古發生衝突。
羅馬歷史學家查士丁說德米特里是「印度的國王」，並說他與歐克拉提德一世敵對，在查士丁論述的德米特里曾率領60,000名大軍圍攻歐克拉提德一世所帶的300名守軍，最後德米特里被擊敗，這記載相當誇張。接著查士丁就提到歐克拉提德一世逝世過程，因此查士丁所論述的德米特里大約是前150年左右的人物，這樣一來這位德米特里應該是希臘-印度國王阿波羅多特斯一世的親屬，或是殘餘的歐西德莫斯王室。
然而，查士丁的記載很難與錢幣學上的證據吻合，也因為有許多同樣屬名「德米特里」的不同錢幣出土，產生許多對此不同解釋的論述。學者Bopearachch（1991年）確認有三個國王都叫德米特里，德米特里一世統治時間約在前200年 - 前185年，在歐克拉提德一世之前。德米特里三世是印度的國王，但他統治時間很後面，約在前100年左右。剩下的德米特里二世，Bopearachch提議他的統治時間應在前170年左右。
接著Bopearachch認為德米特里二世統治的範圍應該在巴克特里亞，因為他的錢幣沒有印度文。而查士丁的德米特里統治時間在前150年左右，且是印度的國王，這都跟德米特里二世無法連結，倒底查士丁的德米特里是何人，目前不確定。就此有產生兩個假說：
- 因為查士丁所獲得的史料是二手，產生了錯誤，可能誤把巴克特里亞的德米特里二世說成是印度的。或者是他把某位印度-希臘國王搞混成德米特里二世。
- 也有可能Bopearachchi把德米特里三世的年代估的太晚，畢竟德米特里三世的錢幣很稀少，若把德米特里三世年代提早半個世紀，那就符合查士丁的說法。

即使真的有一位查士丁所說的印度國王德米特里，也沒辦法排除這位德米特里是歐克拉提德一世之子的可能，德米特里這個名字在當時許多希臘化王朝都使用過，如塞琉古國王德米特里一世、馬其頓國王德米特里二世。

## 德米特里二世的錢幣
德米特里二世的錢幣僅大量發行四德拉克馬的銀幣，正面是他戴著象徵王權的頭帶，反面是雅典娜女神手持長槍。跟當代的希臘國王不同，他並沒有在錢幣上刻他的稱號。肖像上顯示他很年輕，且不同的造幣廠有不同特徵，許多錢幣壓印時偏離中央且作工粗糙，推測當時他大量使用臨時造幣廠來運作。

## 來源
1. ↑  L M Wilson, "Demetrios II of Bactria and Hoards from Ai Khanoum" (Oriental Numismatic Society newsletter nr 180)
2. ↑  Justin, Epitome of Pompeius Trogus, XLI:6

- "The Greeks in Bactria and India", W.W. Tarn, Cambridge University Press.

| 可能的前任： 歐克拉提德一世 | 巴克特里亞國王 （巴克特里亞） （前150年 - 前145年） | 可能的繼任： 赫利奧克勒斯一世 |